# Stadion Zimbru
Stadion Zimbru je nogometni stadion u Kišinjevu u Moldaviji, dovršen u svibnju 2006. s kapacitetom od 10,400 gledatelja.
Odgovara svim normama koje zahtijevaju UEFA i FIFA za nacionalne i međunarodne utakmice. Koristi se uglavnom za nogometne utakmice, te je matični stadion nogometnoga kluba Zimbru Kišinjev i moldavske nogometne reprezentacije.
Moldavska nogometna reprezentacija pretrpjela je svoj drugi najveći poraz na ovom stadionu, kada je izgubila 0-5 od Engleske u rujnu 2012., za vrijeme kvalifikacija za Svjetsko nogometno prvenstvo 2014.
Izgradnja stadiona trajala je 27 mjeseci po cijeni od gotovo 11 milijuna američkih dolara.
VIP loža rezervirana je za 250 ljudi. Sportski novinari imaju po 44 mjesta na raspolaganju. Stadion ispunjava sve uvjete za održavanje službenih međunarodnih utakmica.